# Mecyclothorax bembidicus
Mecyclothorax bembidicus (лат.) — вид жуков-жужелиц рода Mecyclothorax из подсемейства Псидрины.

## Распространение
Встречаются на острове Гавайи из группы Гавайских островов. Известен только из локалитетов недалеко от Килауэа, Мауна-Лоа. Этот вид в последнее время не обнаруживается с 1896 года. Его зарегистрированные местонахождения ограничены высотой 1150—1250 м над уровнем моря около вулкана Килауэа. Основываясь на коллекционных находках предполагаемого сестринского вида M. footei, предсказывается, что особи этого вида будут обитать в основном в приземных микросредах обитания. Учитывая присутствие неместных инвазивных муравьев Pheidole megacephala и Anoplolepis longipes вблизи геотермальной зоны Килауэа (Wetterer 1998), этот вид следует оценить на предмет потенциального риска исчезновения.

## Описание
Мелкие жужелицы, длина около 5 мм (от 5,3 до 5,8 мм). Среди гавайских видов с полностью развитыми бороздками надкрылий M. bembidicus имеет общие черты с M. footei, например, дискальные бороздки надкрылий хорошо вдавлены, отчётливо пунктированные, прилежащие 1-5-й промежутки широковыпуклые. Этот вид отличается от М. footei следующими признаками: 1) задние углы переднеспинки широко тупые, латеробазальные края прямые передние углы; 2) надкрылья с более широкой поперечной микроскульптурой, со слабым субметаллическим отблеском. Медиальные лопасти эдеагуса самцов обоих видов сразу различимы, вершина срединной лопасти у М. bembidicus более узкая и удлинённая, с прямой вершинной поверхностью. Внутренний мешок срединной доли также шире в основании.

## Таксономия
Вид был впервые описан в 1903 году английским энтомологом Дэвидом Шарпом (1840—1922), а его валидный статус подтверждён в ходе ревизии, проведённой в 2008 году американским колеоптерологом James Kenneth Liebherr (Cornell University, Итака, США).